# معمای قتل منهتن
معمای قتل منهتن (انگلیسی: Manhattan Murder Mystery) یک فیلم کمدی جنایی به کارگردانی وودی آلن است که در سال ۱۹۹۳ منتشر شد و با نقدهای مثبتی مواجه شد.
این فیلم در نوزدهمین دورهٔ جوایز سزار نامزدِ دریافتِ جایزهٔ «بهترین فیلم خارجی»؛ در چهل و هشتمین دوره جوایز بفتا نامزدِ دریافتِ جایزهٔ «بهترین هنرپیشه نقش مکمل زن» (آنجلیکا هیوستون) و در پنجاه و یکمین مراسم گلدن گلوب نامزدِ دریافتِ جایزهٔ «بهترین بازیگر نقش اصلی زن در یک فیلم کمدی/موزیکال» (دایان کیتن) شد.

## خلاصه فیلم
لاری و کارول زوجی عادی هستند که پسرشان را به کالج فرستاده‌اند. آنها با زوج سالخورده‌ای آشنا شده اما طی آن هفته زن ناگهان از دنیا می‌رود. کارول به پائول که به نظر خوشحال می‌آید مشکوک می‌شود. او شروع به تحقیق می‌کند و…

## بازیگران
- دایان کیتن
- آنجلیکا هیوستون
- آلن آلدا
- وودی آلن
- جری ادلر
- لین کوئن
- ران ریفکین
- جوی بیهار
- زاک براف
- سیلویا کادرز